# 黄岭镇 (临泉县)
黄岭镇，是中华人民共和国安徽省阜阳市临泉县下辖的一个乡镇级行政单位。

## 行政区划
黄岭镇下辖以下地区：
黄岭村、大刘庄村、冯新村、冯营村、八里坡村、秦庄村、何洼村、前林村、西齐庄村、侉子营村、西张庄村、后集村、彭寨村和前洼村。